# Hughesville (Missouri)
Hughesville è un villaggio degli Stati Uniti d'America, situato nello Stato del Missouri, nella contea di Pettis.